# まるごとバファローズタイム
『まるごとバファローズタイム』は、1990年から1993年まで読売テレビ (YTV) で深夜（主として月曜深夜）に放送されていたプロ野球情報番組。

## 概要
毎回近鉄バファローズの試合ダイジェストや選手へのインタビューなどを放送していた20分番組。
司会は、当初は読売テレビアナウンサーの脇浜紀子と野球解説者の村田辰美が務めていたが、後に脇浜が降板してハイヒールモモコに交代した。担当ディレクターは、村山実（元阪神タイガース投手）の長男・村山真司（村山と自死で早世した初妻の間の子）。村山はその熱心な取材姿勢を買われ、近鉄戦中継の解説を担当することもあり、広島対近鉄のオープン戦では、広島テレビの中継にゲスト出演したこともある。ちなみに、父・実も読売テレビ・日本テレビ・広島テレビに解説者として出演していた。